# Micrófono electrodinámico

Funcionamiento de este tipo de micrófonos

El micrófono electrodinámico es un tipo de micrófono en el que la vibración del diafragma provoca el movimiento de una bobina móvil o cinta corrugada anclada a un imán permanente, con lo que se genera una corriente eléctrica, cuyas fluctuaciones son transformadas en tensión eléctrica.
La señal eléctrica de salida es (o debería ser) análoga en cuanto a forma amplitud y frecuencia a la onda sonora que la generó.
Son micrófonos electrodinámicos:
- Micrófono de bobina móvil o dinámico
- Micrófono de cinta